# Chandni Chowk To China
Chandni Chowk To China, kurz CC2C (Originaltitel: Hindi चाँदनी चौक टू चाईना, chinesisch 月光集市到中國 / 月光集市到中国, Pinyin Yuèguāng jíshì dào Zhōngguó – „Von Chandni Chowk nach China“, Alternativtitel: Kung Fu Curry – Von Chandni Chowk nach China, 從印度到中國 / 从印度到中国,  Cóng Yìndù dào Zhōngguó – „Von Indien nach China“) ist ein indischer (Bollywood-)Film, der am 16. Januar 2009 veröffentlicht wurde. In Deutschland lief der Film in OmU bereits ab dem 15. Januar 2009 in einigen Großstadtkinos eine Woche lang, als deutsche Synchronfassung erschien er am 7. August 2009 auf DVD unter dem Titel Kung Fu Curry – Von Chandni Chowk nach China.
Die Regie führte Nikhil Advani. In den Hauptrollen sind Akshay Kumar und Deepika Padukone, Mithun Chakraborty und Gordon Liu, ein Veteran des Hongkong-Actionkinos, spielen Nebenrollen. Hauptsächlich wurde in der Volksrepublik China, z. T. auch in Thailand gedreht. Chandni Chowk To China ist der erste Hindi-Film von Warner Bros. Pictures. Es ist der dritte Bollywood-Film in Zusammenarbeit mit einem wichtigen Hollywood-Studio, nach Sonys Saawariya (2007) und dem Zeichentrickfilm Roadside Romeo (2008).

## Handlung
Sidhu, ein abergläubischer Gemüseschneider aus Chandni Chowk, der nicht selten in Schwierigkeiten gerät, hat schon immer nach einem größeren Sinn in seinem Leben gesucht und hoffte immer auf ein besseres Schicksal. Trotz seines Pflegevaters gibt er sein Geld immer wieder für Glücksbringer und Lottoscheine aus. Als er eines Tages jedoch durch Zufall zwei Chinesen begegnet, sehen sie in ihm die Reinkarnation des chinesischen Kriegshelden Liu Sheyun. Einer Prophezeiung nach soll dieser ihr Dorf aus der Gewalt des terrorisierenden Gangsterboss Hojo befreien, was Sidhu allerdings aufgrund der Verständigungsprobleme falsch versteht. Angetrieben durch Chopstick, einem Betrüger, der nur auf Reichtum aus ist, willigt Sidhu trotz der Zweifel seines Pflegevaters Dudu ein und begibt sich auf die Reise von Chandni Chowk nach China.

## Trivia
- Einer Legende nach nahm der Film seinen Anfang mit dem Arbeitstitel Mera Naam Chin Chin Chu aka Mera Naam Chin Chin Choo (dt. etwa „Mein Name ist Chin Chin Chu“), ursprünglich ein bekanntes Lied vom Omkar Prasad Nayyar aus dem Film Howrah Bridge (1958) des indischen Regisseurs Shakti Samanta.[6][7]